# 88함대안
88함대안(일본어: 八八艦隊案)은 일본 제국 해군의 해군 군비 계획으로, 88함대 정비 계획의 최종 단계이다. 본 안 성립 때에 제국 해군은 이미 다음 단계의 확충 계획인 888함대 계획을 구상하고 있었다.

## 계획 내용

### 다이쇼 9년도 계획
- 계획 연도

1920년 (다이쇼 9년) ~ 1927년 (다이쇼 16년)의 8개년 계획
- 계획 개요

함정 103척 건조
- 예산 총액

함정 건조 예산 : 5억 6,484만 9,280엔

### 항공대 정비 계획
86함대안의 항공대 정비 계획을 더욱 확충시켜 총 17개 대의 정비 계획을 재편했다.
- 계획 연도

계획 종결은 1922년까지로 변경 없음.
- 계획 개요

항공대를 9개 대 추가하여 총 17개 대로 한다.
- 예산 총액

항공대 정비 예산 : 2,000만 엔을 추가한다.

## 함정
- 전함 - 4척 (41,000t, 3,724만 8,500엔 ×4)

- 기이급 ※ 1,2번함은 건조 명령이 내려졌으나 모두 워싱턴 군축 조약으로 건조 중지하였다.

기이, 오와리, 제 13호, 제 14호
※ 함명은 제 13호함을 스루가, 제 14호함을 오우미로 한다는 설도 있다.
- 순양전함 - 4척 (41,000t, 3,742만 4,800엔 ×2)

- 제 8호급 ※ 모두 워싱턴 군축 조약으로 건조 중지하였다.

제 8호, 제 9호, 제 10호, 제 11호
- 항공모함 : 2척 (12,500t, 718만 7,500엔 ×2)

- 쇼카쿠 외 1척 ※ 워싱턴 군축 조약으로 아마기, 아카기가 항공모함으로 개장하면서 계획 중지하였다.

- 순양함 : 12척 (대형 : 8,000t, 803만 9,200엔 ×4, 중형 : 5,500t, 601만 9,750엔 ×8)

- 센다이급

센다이, 진쓰, 나카
※ 대형 순양함 4척, 중형 순양함 5척은 워싱턴 군축 조약으로 계획 변경 대상이 되었다.
- 구축함 - 32척 (대형 : 1,350t, 220만 8,465엔 ×24, 중형 : 850t, 156만 2,215엔 ×10)

- 가미카제급

제 7 (마쓰카제), 제 9 (하타카제)
※ 1등 구축함 20척, 2등 순양함 10척은 워싱턴 군축 조약으로 계획 변경 대상이 되었다.
- 잠수함 - 28척 (대형 : 1,000t, 275만 엔 ×28)

※ 모두 워싱턴 군축 조약으로 계획 변경 대상이 되었다.
- 포함 - 5척 (대형 : 1000t, 109만 4,500엔 ×1, 소형 : 300t, 32만 8,350엔 ×4)

- 아타카
- 세타급

세타, 히라, 호즈, 가타타
- 수뢰모함 - 2척 (14,500t, 290만 엔 ×2)

- 진게이급

진게이, 조게이
※ 워싱턴 군축 조약으로 배수량 10,000t 이하로 계획 변경되었다.
- 기설함 - 1척 (3,000t, 150만 엔 ×1)

※ 워싱턴 군축 조약으로 계획 변경 대상이 되었다.
- 공작함 - 1척 (19,000t, 285만 엔 ×1)

※ 워싱턴 군축 조약으로 계획 변경 대상이 되었다.
- 급유함 - 6척 (7,500t, 225만 엔 ×6)

- 가모이

※ 6척 계획 중 1척은 쇄빙선 '오토마리'로, 1척은 급량함으로 변경되어 남은 3척과 함께 워싱턴 군축 조약으로 계획 변경 대상이 되었다.
- 소해선 - 6척 (700t, 70만 엔 ×6)

- 1호급

제 1호, 2, 3
※ 3척은 워싱턴 군축 조약으로 계획 변경 대상이 되었다.

## 항공대
일련의 계획으로 실제 15개 대 (요코스카 5개 대, 구레 4개 대, 사세보 5개 대, 마이즈루 1개 대) 운용하였고, 연습 부대 2개 대로 총 17개 대가 되었다.

## 같이 보기
- 84함대안
- 86함대안

## 참고 문헌
- 戦史叢書 - 海軍軍戦備(1)